# Hrapivșciîna (Korceakivka), Sumî
Hrapivșciîna (în ucraineană Храпівщина) este un sat în comuna Korceakivka din raionul Sumî, regiunea Sumî, Ucraina.

## Demografie
Componența lingvistică a localității Hrapivșciîna
     Ucraineană (92,98%)
     Rusă (6,67%)
     Alte limbi (0,35%)
Conform recensământului din 2001, majoritatea populației localității Hrapivșciîna era vorbitoare de ucraineană (92,98%), existând în minoritate și vorbitori de rusă (6,67%).